# Песчаное (озеро, Чердаклинский район)
Песчаное — озеро в северо-восточной части Ульяновской области России. Располагается на территории посёлка Чердаклы в Чердаклинском районе. Охраняется с 1974 года, имеет статус гидрологического памятника природы регионального значения «Озеро Песчаное».
Овалообразной формы, вытянуто в северо-восток — юго-запад. Озеро находится в левобережье нижнего течения реки Урень на высоте 63 м над уровнем моря. Площадь — 42,2 га. Длина — 1,28 км, максимальная ширина — 0,55 км. Наибольшая глубина — 2 м, средняя — 1—1,5 м. Местами подвержено зарастанию и заилению. Сток идёт на юг через протоку из юго-западной оконечности в соседнее озеро Великое.